# Anagliptinos
Anagliptinos (Anaglyptini) é uma tribo de cerambicídeos da subfamília Cerambycinae.

## Gêneros
- Anaglyptus Mulsant, 1839
- Aphysotes Bates, 1885
- Clytoderus Linsley, 1935
- Cyrtophorus LeConte, 1850
- Diphyrama Bates, 1872
- Hirticlytus Ohbayashi, 1960
- Microclytus LeConte, 1873
- Miroclytus Aurivillius, 1911
- Oligoenoplus Chevrolat, 1863
- Paraclytus Bates, 1884
- Pempteurys Bates, 1885
- Sclethrus Newman, 1842
- Tilloclytus Bates, 1885